# Ajos Teodoros Soleas
Ajos Teodoros Soleas (gr. Άγιος Θεόδωρος Σολέας) – wieś w Republice Cypryjskiej, w dystrykcie Nikozja. W 2011 roku liczyła 49 mieszkańców.